# Frazer Hines
Frazer Hines, né le 22 septembre 1944 à Horsforth dans le Yorkshire est un acteur anglais principalement connu pour ses nombreux rôles à la télévision anglaise à partir des années 1950.

## Carrière
Étudiant à la Corona Theatre School, Frazer Hines a commencé avec de petits rôles dès l'âge de 10 ans. Ainsi, il joue le rôle de Napoléon enfant dans une adaptation d'un roman de John Buchan Huntingtower puis joue très jeune dans des séries comme The Silver Sword, Emergency – Ward 10 ou Coronation Street. 

### Doctor Who
En 1966, il est engagé pour jouer dans Doctor Who le rôle du jeune Écossais Jamie McCrimmon rescapé au XVIIIe siècle de la Bataille de Culloden. Il garde ce rôle de 1966 à 1969, devenant le compagnon du Docteur étant resté le plus longtemps, en termes de durée (117 épisodes) et revient à l'occasion des épisodes « The Five Doctors » (1983), et « The Two Doctors » (1985). De nombreux épisodes dans lequel il a joué ont été effacés dans les années 1970 et sont désormais introuvables.
Au bout de trois ans, il décide de quitter la série au début de l'année 1969, puis sur pression de Patrick Troughton (qui jouait le rôle du Docteur durant l'intégralité des épisodes mettant en scène Jamie) il décide de rester jusqu'à la fin de la saison 6 et de partir en juin 1969 au même moment que Patrick Troughton et Wendy Padbury ses partenaires à l'écran. Tous partent lors du dernier épisode de la saison 6 « The War Games. » Dans un documentaire sur la vie de Patrick Troughton, Frazer Hines affirme qu'ils ont tous quittés la série avec un sourire aux lèvres, estimant qu'ils avaient bien fini leur travail. Il reste en contact de nombreuses années avec Troughton. 
Au début des années 2000, il fait la voix-off de nombreux CD reprenant des histoires perdues de Doctor Who. Sa voix sert de lien entre les différentes parties et de descriptions des événements non dialogués. À partir de 2007, il reprend le rôle de Jamie McCrimmon pour des pièces radiophoniques dérivées de Doctor Who.

### Emmerdale
En 1972, il est embauché pour jouer dans le Soap opera Emmerdale le rôle de Joe Sugden, un rôle qu'il tient jusqu'en 1994. Entre deux épisodes, il continue en parallèle une carrière au théâtre et apparaît dans de nombreuses émissions télévisées.

## Vie personnelle
Longtemps en couple avec l'actrice Liza Goddard, Frazer Hines épouse l'actrice Gemma Craven en 1981 et divorce d'elle en 1984. Il a aussi pour seconde épouse une championne de Waterski Liz Hobbs entre 1994 à 2003.
En 1996, il publie son autobiographie, Films, Farms and Fillies et celui-ci est réimprimé en décembre 2009 dans une version augmentée.
En juillet 2010, Frazer Hines révèle qu'il souffre d'un Cancer colorectal depuis onze ans mais qu'il ne l'avait jamais révélé par peur que cela gâche sa carrière d'acteur. Il est opéré et débarrassé de la tumeur quelques mois plus tard.